# Liberia Petroleum Refining Company Oilers
LPRC Oilers is een Liberiaanse voetbalclub uit Monrovia die speelt in de Premier League.

## Erelijst
Landskampioen
1991, 1992, 1999, 2002, 2005, 2019, 2021
Beker van Liberia
1988, 1989, 1993, 1999, 2000, 2005